# 1989 TC
1989 TC är en asteroid i huvudbältet som upptäcktes den 1 oktober 1989 av de båda amerikanska astronomerna Eleanor F. Helin och Jeff T. Alu vid Palomar-observatoriet.
Den tillhör asteroidgruppen Hungaria.